# Gilbert Baker
Gilbert Baker (ur. 2 czerwca 1951 w Chanute, zm. 31 marca 2017 w Nowym Jorku) – amerykański artysta, projektant sztandarów, działacz i obrońca praw obywatelskich osób LGBT. Twórca projektu (1978) tęczowej flagi, która stała się międzynarodowym symbolem ruchu i organizacji LGBT na całym świecie.

## Życiorys i działalność zawodowa

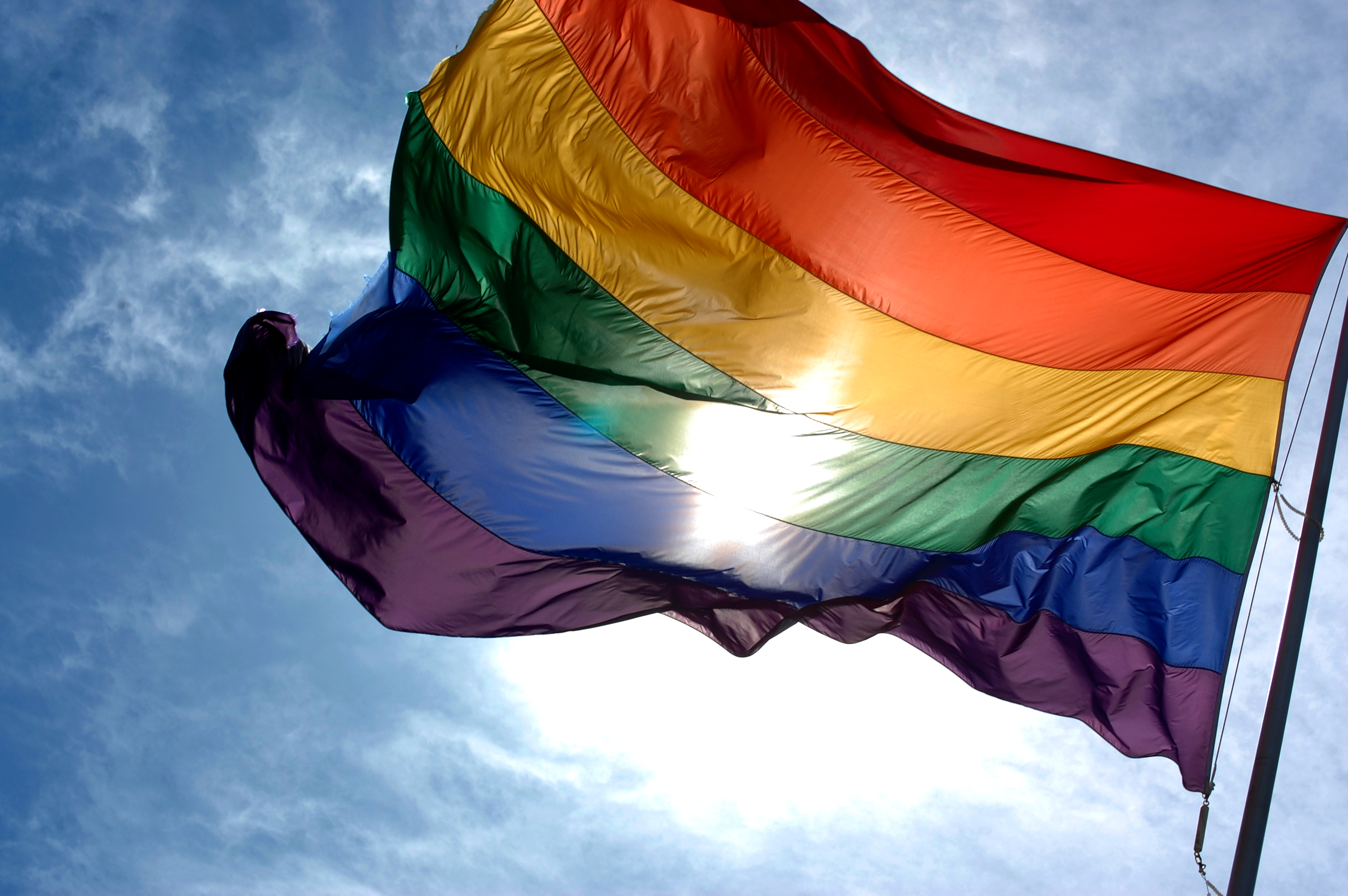
Powszechnie używana wersja flagi LGBT w sześciu kolorach

Baker służył w armii amerykańskiej w latach 1970–1972 jako sanitariusz w Wietnamie. Administracja jego pułku stacjonowała w San Francisco i tam też osiedlił się po zakończeniu czynnej służby wojskowej. Był tam świadkiem narodzin politycznego ruchu walki o prawa gejów i lesbijek, którego stał się działaczem. Rozpoczął pracę jako krawiec wykonujący transparenty, flagi i banery na potrzeby demonstracji antywojennych i organizującego się politycznego ruchu lesbijsko-gejowskiego w Kalifornii. W tym okresie nawiązał współpracę i zaprzyjaźnił się z aktywistą gejowskim, późniejszym członkiem Rady Miasta San Francisco, Harveyem Milkiem.
Po sukcesie finansowym związanym z tęczową flagą jego projektu, w 1979 rozpoczął pracę projektanta flag, sztandarów, banerów i transparentów w firmie „Paramount Flag Company” w San Francisco, która była wykonawcą jego wcześniejszych masowych zamówień. Baker wykonywał projekty sztandarów m.in. dla Dianne Feinstein, premierów Chin, prezydentów Francji, Wenezueli, króla Hiszpanii Jana Karola I. Cały czas był stałym wykonawcą projektów flag i banerów dekorujących wydarzenia na terenie San Francisco i wszystkie parady LGBT w tym mieście. Był wykonawcą projektu oprawy graficznej podczas konwencji wyborczej Partii Demokratycznej w 1984 na terenie całych Stanów Zjednoczonych.
W 1994 Baker przeprowadził się do Nowego Jorku, gdzie kontynuował swoją działalność zawodową.
W 2008 Baker był konsultantem podczas produkcji filmu fabularnego o Harveyu Milku, Obywatel Milk.
Producent wódki Absolut zlecił Bakerowi w 2008 zaprojektowanie butelki z okazji 30. rocznicy powstania tęczowej flagi.

## Tęczowa flaga
Według samego Bakera jego flaga miała w 1978 symbolizować różnorodność społeczności lesbijsko-gejowskiej San Francisco. Gdy jego flaga pojawiła się 25 czerwca 1978 podczas Parady Dnia Wolności Gejowskiej (Gay Freedom Day Parade) w San Francisco, składała się z ośmiu kolorów. Każdy z nich miał według Bakera symbolizować kolejno:
- ciepły różowy – seksualność
- czerwony – pełnię życia
- pomarańczowy – ukojenie bólu i cierpień
- żółty – światło promieni słońca
- zielony – więź z naturą
- niebieski turkusowy – sztukę
- niebieski indygo – spokój i harmonię
- fioletowy – duchowość

Jego dwie pierwsze flagi wykonywało trzydziestu wolontariuszy. Tęczowa flaga zwykle powiewa z pasami ułożonymi poziomo, z pasem czerwonym na górze.
W 1994 Baker wykonał projekt największej na świecie tęczowej flagi z okazji 25. rocznicy zamieszek w Stonewall. Flaga miała 9,14 metrów szerokości i 1610 metrów długości. Została ona oficjalnie wpisana do Księgi rekordów Guinnessa.
W 2003, z okazji 25. rocznicy powstania samej tęczowej flagi, wykonał jej kopię, która rozciągała się od Zatoki Meksykańskiej do Oceanu Atlantyckiego w miejscowości Key West. Po tej uroczystości flagę pocięto i rozesłano jej fragmenty do 100 miast na całym świecie.